# Nastro d'argento - Grandi Serie al migliore attore non protagonista
Il Nastro d'argento - Grandi Serie al migliore attore non protagonista è un riconoscimento italiano assegnato annualmente dal Sindacato nazionale giornalisti cinematografici italiani a partire dal 2022 al migliore attore non protagonista in una serie o miniserie televisiva italiana.

## Vincitori e candidati
I vincitori sono indicati in grassetto, a seguire gli altri candidati.

### Anni 2022-2029
- 2022
  - Eduardo Scarpetta - L'amica geniale (ex aequo)
  - Max Tortora - Tutta colpa di Freud - La serie, Vita da Carlo (ex aequo)
  - Valerio Aprea - A casa tutti bene - La serie
  - Francesco Colella - Christian
  - Pietro Sermonti - Bangla - La serie
- 2023
  - Andrea Pennacchi - Tutto chiede salvezza
  - Vinicio Marchioni - Django
  - Gabriel Montesi - Esterno notte
  - Alessandro Preziosi - La vita bugiarda degli adulti
  - Tony Sperandeo - Incastrati - Seconda stagione
- 2024
  - Giovanni Ludeno - Le indagini di Lolita Lobosco
  - Giorgio Marchesi - Studio Battaglia, Vanina - Un vicequestore a Catania
  - Vincenzo Nemolato - Supersex
  - Pierpaolo Spollon - Blanca, Doc - Nelle tue mani
  - Thomas Trabacchi - Studio Battaglia, Un professore
- 2025
  - Guido Caprino - L'arte della gioia
  - Paolo Calabresi e Francesco Colella - Il Gattopardo
  - Antonio Catania - The Bad Guy
  - Gabriel Montesi - Dostoevskij
  - Fausto Russo Alesi - Leopardi - Il poeta dell'infinito